# Тицана (Пистоја)
Тицана је насеље у Италији у округу Пистоја, региону Тоскана.
Према процени из 2011. у насељу је живело 367 становника. Насеље се налази на надморској висини од 134 м.